# Szczotki (Białoruś)
Szczotki (biał. Шчоткі; ros. Щётки) – wieś na Białorusi, w obwodzie witebskim, w rejonie postawskim, w sielsowiecie Kozłowszczyzna.

## Historia
W czasach zaborów wieś w granicach Imperium Rosyjskiego.
W dwudziestoleciu międzywojennym wieś leżała w Polsce, w województwie wileńskim, w powiecie duniłowickim (od 1926 postawskim), w gminie Łuck (od 1927 gmina Kozłowszczyzna).
Według Powszechnego Spisu Ludności z 1921 roku zamieszkiwało tu 289 osób, 118 było wyznania rzymskokatolickiego, 171 prawosławnego. Jednocześnie 119 mieszkańców zadeklarowało polską przynależność narodową, a 170 białoruską. Było tu 56 budynków mieszkalnych. W 1931 w 62 domach zamieszkiwały 272 osoby.
Miejscowość należała do parafii rzymskokatolickiej w Mosarzu i prawosławnej w Osinogródku. Podlegała pod Sąd Grodzki w Duniłowiczach i Okręgowy w Wilnie; właściwy urząd pocztowy mieścił się w Kozłowszczyźnie.
W 1938 roku miejscowość należała do gromady Zaborze gminy Kozłowszczyzna.